# Арпа
Арпа (на гръцки: Ξηροπόταμος) е река в Кукушко, Южна Македония, ляв приток на Галик (Галикос).
Реката извира под името Музгали в източното подножие на Карадаг, западно под връх Джамалука (862 m). Тече на запад, а при село Върлан (Анаврито) завива на югозапад. Минава източно от Севендекли (Епталофос), Инанли (Акропотамия) и Ени махале (Липсидрио), завива на запад и след село Караджа Кадър (Камбанис) се влива в Галик като ляв приток.